# آن فرازير بون
آن فرازير بون (بالإنجليزية: Anne Fraser Bon)‏ هي فاعلة خير أسترالية، ولدت في 9 أبريل 1838 في بيرثشاير في المملكة المتحدة، وتوفيت في 5 يونيو 1936.